# Alex Wodak
Alexander David Wodak es un médico australiano y director del Servicio de Drogas y Alcohol del Hospital San Vicente de Sídney desde 1982.

## Biografía
Alex Wodak completó sus estudios de medicina y se formó como médico en el Hospital San Vicente de Melbourne. Posteriormente comenzó con investigaciones sobre la enfermedad de hígado debido al alcohol mientras se trabajó en Londres.
Ha colaborado en establecer un programa de manejo de agujas de jeringa en 1986. Además estableció la Administración Nacional de Medicamentos y el Centro de Investigación del Alcoholismo en 1987. A la fecha ha publicado más de 200 artículos científicos.

## Carrera
Desarrollo de programas de prevención de la propagación del Sida y la hepatitis C entre los usuarios de drogas inyectables. Además tratamiento de consumidores de drogas en las cárceles de Australia y desarrollo de políticas antidrogas.
Desde 1982, ha sido el director del Servicio de Alcohol y Drogas, Hospital San Vicente, Darlinghurst. Hoy en día es el presidente de la Reforma de la Ley de Drogas y el presidente de la Asociación Internacional de Reducción de Daños (1996-2004). Es miembro de varios comités estatales y nacionales y también ha actuado con frecuencia en los países en desarrollo para contribuir a los esfuerzos para controlar la infección del VIH entre consumidores de drogas intravenosas.

## Premios y reconocimientos

### Membresías
- 2010, División general de la Orden de Australia,[7] por sus trabajos en el tratamiento y abuso de alcohol y drogas.